# Felicià Maresma i Bosch
Felicià Maresma i Bosch (el Masnou, 1901 - Granollers, 2 de juliol del 1986) va ser un violinista, compositor, professor de música i director coral català.

## Biografia
Nascut a El Masnou el 1901, estudià solfeig, teoria musical, violí i piano al Conservatori del Liceu de Barcelona, i amplià estudis de violí amb el concertista i compositor vilanoví Eduard Toldrà. Arribà a Granollers el 1927 per a tocar a l'"Orquestra Catalònia", i ja romangué a la capital vallesana de per vida. Posteriorment tocà a l'orquestrina "Mickey's" i, el 1931, va ser nomenat subdirector de l'"Orfeó Granollerí" on, juntament amb el director Marià Bataller, compaginà la tasca amb la d'ensenyament de teoria musical i solfeig a l'escola de música de l'entitat. El 1935 fou nomenat tresorer de la Junta fundacional del "Jazz Club" de Granollers. Durant la Guerra Civil tocà a la banda de música de les milícies antifeixistes, i en acabar la contesa ho feu a la banda de música de la Falange.
Com altres músics granollerins d'anomenada, Josep Maria Ruera, Joan Coll o Aureli Font, fou professor de l'Escola Municipal de Música de Granollers on s'incorporà el 1944
Maresma participà en nombroses iniciatives musicals granollerines: dirigí el Cor Claverià, tocà a l'Orquestra de Corda de Granollers, a l'Orquestra Ibèria, i fou pianista director de l'Orquestra Selecció fins a la desaparició d'aquesta. Portà la batuta dels cors de la Societat Coral Amics de la Unió i va escriure la música per a l'himne de l'entitat. El 1968 va ser el primer director del nounat Cor Infantil de l'entitat.
Com a compositor, fou també autor de la sardana Joiosa estrenada el 1929
Va ser tresorer de la Caixa de Pensions del Sindicat Musical de Granollers i sa comarca (1923-1939) i ho va seguir sent després de la guerra quan aquesta va canviar el nom a Caja de Pensiones de los Profesores Músicos de Granollers y su comarca. El seu net Jordi Planas i Maresma donà documentació històrica d'aquesta entitat bancària, heretada del seu avi, a l'Arxiu Municipal de Granollers el 2007.
L'Arxiu Comarcal del Vallès Oriental conserva documentació de Felicià Maresma.